# Seznam paragvajskih politikov
Seznam paragvajskih politikov.

## A
- Efraín Alegre
- Mariano Roque Alonso
- Luis María Argaña
- Eusebio Ayala

## B
- Mario Abdo Benítez

## C
- Horacio Cartes
- Federico Chavez
- Raúl Cubas Grau

## D
- Nicanor Duarte

## G
- Luis Ángel González Macchi

## F
- Federico Franco
- Julio César Franco

## G
- José Patricio Guggiari

## L
- Domingo Laíno
- Carlos Antonio López Ynsfrán
- Francisco Solano López
- Fernando Lugo
- Eliza Lynch

## P
- Santiago Peña Palacios

## R
- Andrés Rodríguez
- José Gaspar Rodríguez de Francia

## S
- Alfredo Stroessner

## W
- Juan Carlos Wasmosy

## Y
- Fulgencio Yegros y Franco de Torres